# Сукре (коллективная валюта)
Сукре (исп. Sucre от исп. Sistema Único de Compensación Regional, SUCRE — Единая система региональных взаиморасчётов) — общая денежная единица организации АЛБА.
Денежная единица введена совместным решением глав государств и правительств стран АЛБА и Эквадора в ноябре 2008 года и с 1 января 2010 года используется при взаимных расчётах.
Сукре используется только в безналичных расчётах. В будущем вероятно появление сукре в виде наличных денег. Точно так же было с евро, который в 1999 году был введён при безналичных расчётах, а обращение банкнот и монет началось только через три года. В настоящий момент роль сукре во взаиморасчётах напоминает ситуацию с переводным рублём, обеспечивавшем торговлю в рамках СЭВ.
Название валюты было выбрано в честь активного бойца за независимость южноамериканских стран от Испании Антонио Хосе Сукре. Кроме того, СУКРЕ — это аббревиатура Единой системы региональных взаиморасчётов.

## Саммит обеих Америк
17 апреля 2009 года главы государств ALBA и Эквадора подписали рамочное соглашение о введении СУКРЕ в торговле и реализации проектов экономического сотрудничества.
По словам председательствующего на саммите президента Венесуэлы Уго Чавеса, СУКРЕ изначально «будет обращаться в виде виртуальной валюты», однако к 2010 году превратится в полноценную валюту, что «позволит уйти от навязанной диктатуры доллара».
В соглашении содержится статья, позволяющая другим государствам Латинской Америки и Карибского бассейна присоединиться к этому интеграционному проекту.
Первая транзакция с использованием сукре состоялась 3 февраля 2010 года, когда Куба заплатила за доставку 360 тонн риса из Венесуэлы 108 000 сукре.
1 марта 2013 года первые платежи в сукре осуществила Никарагуа: в результате трёх финансовых операций венесуэльские контрагенты закупили в Никарагуа 500 тонн чёрной фасоли, 500 тонн масла и 1,5 тыс. тонн сахара.